# Синхроно клизање
Синхроно клизање је спортска дисциплина која се може описати као врста групног уметничког клизања. Састоји се од кратког програма са обавезним елементима и слободног састава са слободом одабира покрета која би свака екипа изабрала под условом да не доводи играче у опасност. Екипа синхронизованог клизања мора се састојати од најмање 12 а највише 16 особа и може бити састављена и од мушкарци и од жена. Сваком тиму су допуштене 4 замене. Сврха спорта и дисциплине је да екипа функционише као једно и да обављају што прецизније и тачније фигуре заједно. 

## Кратка историја синхроног клизања
Синхроно клизање, Каквим га познајемо данас, најмлађа је дисциплина који је признала Интернационална клизачка унија (International Skating Union- ISU). Групно клизање је ISU признао још 1909. године, али само у групи по четири такмичара. 
Модерно синхроно клизање познато је још од 1954, када је доктор Ричард Потер, из Ен Арборa, Мичиген, САД, организовао групу клизача са намером формирања специјалног уједначеног тима.
| Светско првенство у синхронизованом клизању | Светско првенство у синхронизованом клизању | Светско првенство у синхронизованом клизању | Светско првенство у синхронизованом клизању | Светско првенство у синхронизованом клизању |
| Година                                      | Домаћин                                     | Злато                                       | Сребро                                      | Бронза                                      |
| ------------------------------------------- | ------------------------------------------- | ------------------------------------------- | ------------------------------------------- | ------------------------------------------- |
| 2000.                                       | Минеаполис, САД                             | Team Surprise (SWE)                         | Black Ice (CAN)                             | Marigold IceUnity (FIN)                     |
| 2001.                                       | Хелсинки, Финска                            | Team Surprise (SWE)                         | Rockettes (FIN)                             | Black Ice (CAN)                             |
| 2002.                                       | Руан, Француска                             | Marigold IceUnity (FIN)                     | Team Surprise (SWE)                         | Black Ice (CAN)                             |
| 2003.                                       | Отава, Канада                               | Team Surprise (SWE)                         | Marigold IceUnity (FIN)                     | Les Supremes (CAN)                          |
| 2004.                                       | Загреб, Хрватска                            | Marigold IceUnity (FIN)                     | Team Surprise (SWE)                         | Rockettes (FIN)                             |
| 2005.                                       | Гетеборг, Шведска                           | Team Surprise (SWE)                         | Rockettes (FIN)                             | Marigold IceUnity (FIN)                     |
| 2006.                                       | Праг, Чешка                                 | Marigold IceUnity (FIN)                     | Team Surprise (SWE)                         | Rockettes (FIN)                             |
| 2007                                        | Лондон, Онтарио, Канада                     |                                             |                                             |                                             |